# Трущобы

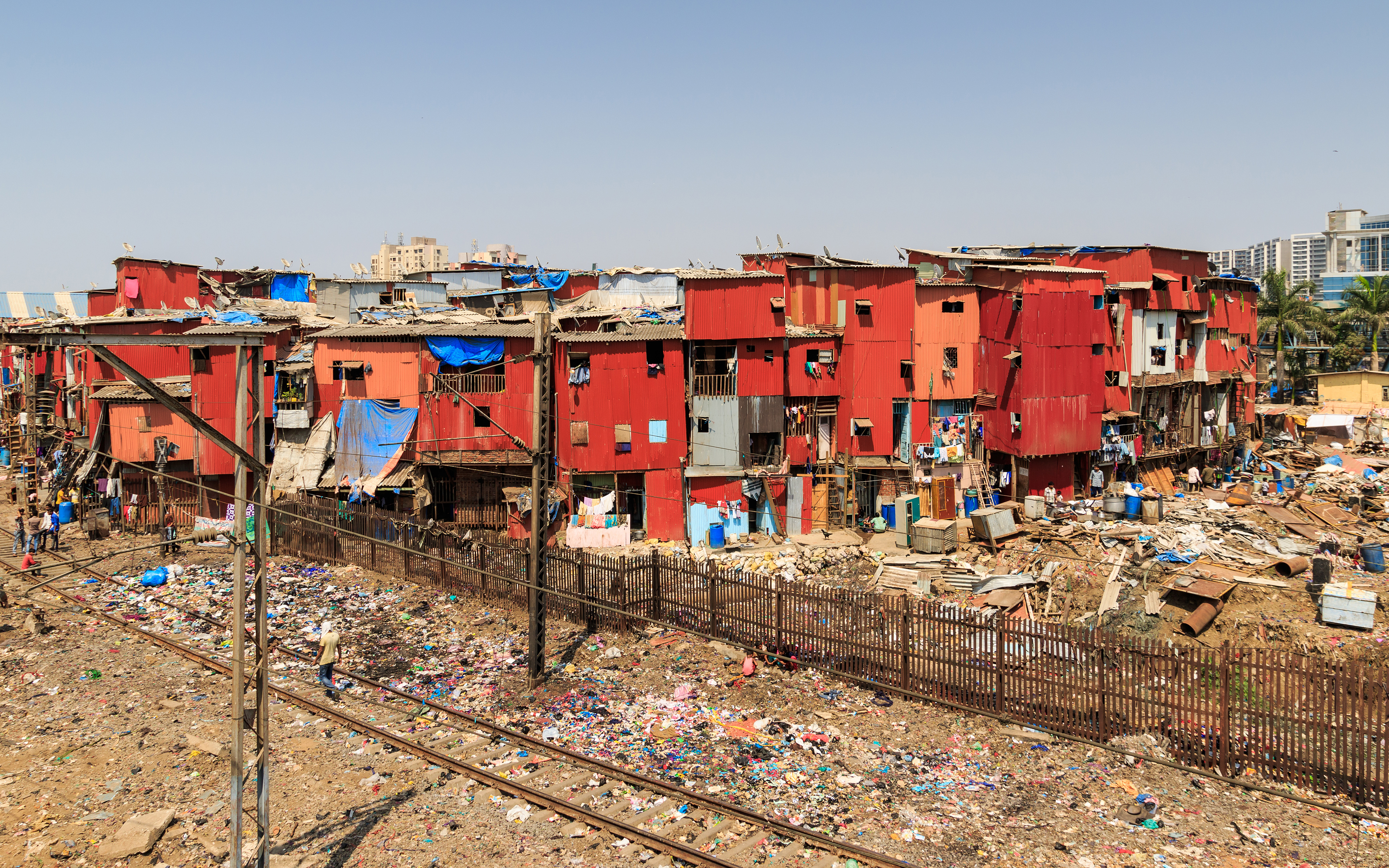
Трущобы в Мумбаи, Индия, 2016 год

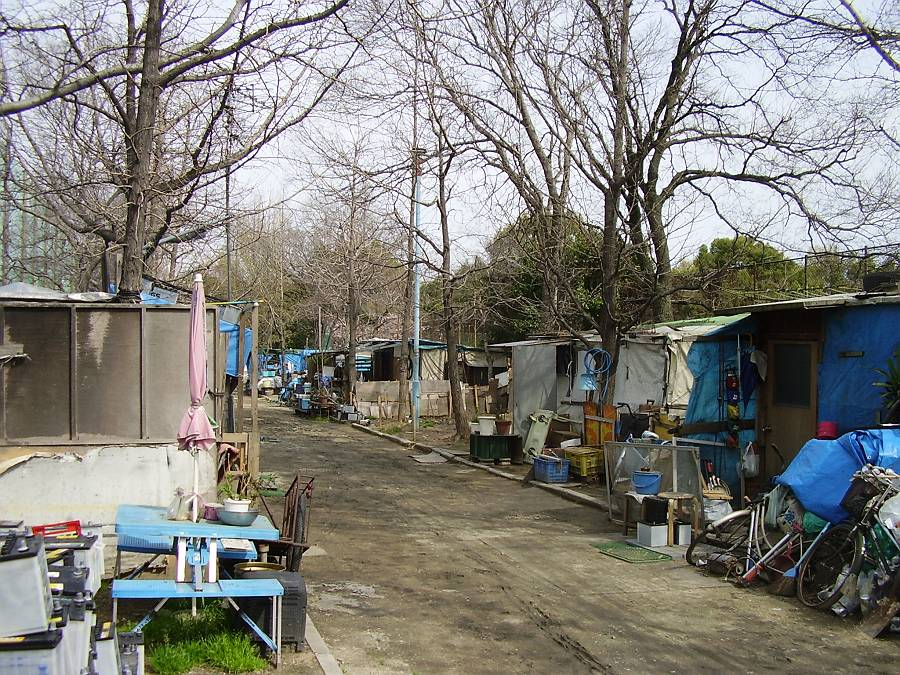
Камагасаки, трущобы в Осаке, Япония, 2006 год

Трущобы (бидонвили) — жилой массив с повышенной плотностью стихийной застройки (самострой) городской или сельской местности, отличающийся отсутствием или острой нехваткой основной инфраструктуры (электричество, водопровод, канализация, вывоз мусора, администрация, и т. д.), необходимой для полноценной социальной жизни человека и, как правило, с сильно люмпенизированной социальной средой. Трущобы в широком смысле — кварталы городов или города-спутники, состоящие из обветшалых, недоброкачественных и неблагоустроенных зданий.

## Определение и условия жизни
Согласно общим определениям ООН, человек проживает в «достаточном жилье», если для его жилья выполняются все условия из следующего списка:
- гарантированность проживания (человек имеет правовую защиту от выселения, сноса жилья и других подобных угроз);
- наличие доступа к коммунальным услугам (безопасная питьевая вода, адекватная канализация, тепло, электроэнергия, энергия для приготовления пищи и хранения продуктов питания, удаление отходов);
- доступность жилья (его стоимость не должна ставить под угрозу другие права человека);
- пригодность жилья для проживания (жильё должно обеспечивать достаточную площадь (определяется санитарными нормами государства, на основе рекомендаций ВОЗ), обеспечивать защиту от холода, жары, сырости и других угроз здоровью человека, не должно находиться в ветхом состоянии);
- физическая доступность (для социально незащищенных групп, инвалидов и т. п.);
- местонахождение (жильё не должно быть отрезано от мест трудоустройства, медицинского обслуживания, школ, детских учреждений, не должно находиться в загрязнённом или опасном районе);
- адекватность с точки зрения культуры (конструкция жилья должна учитывать культурные особенности общества).

По определению ООН, трущобы чаще всего относятся к неформальным поселениям, на которые не распространяются коммунальные услуги, обитатели трущоб редко имеют доступ к безопасной питьевой воде, адекватным санитарным услугам, электроэнергии, уборка мусора не производится или носит ограниченный характер, такое жильё недолговечно.
Трущобы формируются вследствие непродуманной или слишком быстрой урбанизации в странах с низким уровнем жизни основной массы населения, особенно сельского, которое стремительно переселяется в города.
Особое распространение трущобы получили в развивающихся странах Африки, Азии и Латинской Америки.
Трущобы также, как правило, наиболее распространены в странах с тропическим и субтропическим климатом, так как в умеренном климате долгое существование в низкокачественном жилье при почти полном отсутствии необходимой инфраструктуры физически затруднительно (а в холодном климате — вообще невозможно), поэтому трущобы в поясе с умеренным климатом не могут быть столь массово распространены (однако роль трущоб в странах умеренного пояса играют бараки и другое подобное низкокачественное жильё). Следует также учитывать тот факт, что плотность населения северных стран менее значительна и редко приводит к высокой концентрации населения. Рост или исчезновение трущоб в значительной мере связан с общим уровнем жизни в конкретной стране, с социальными программами и политикой инвестирования правительства страны. 

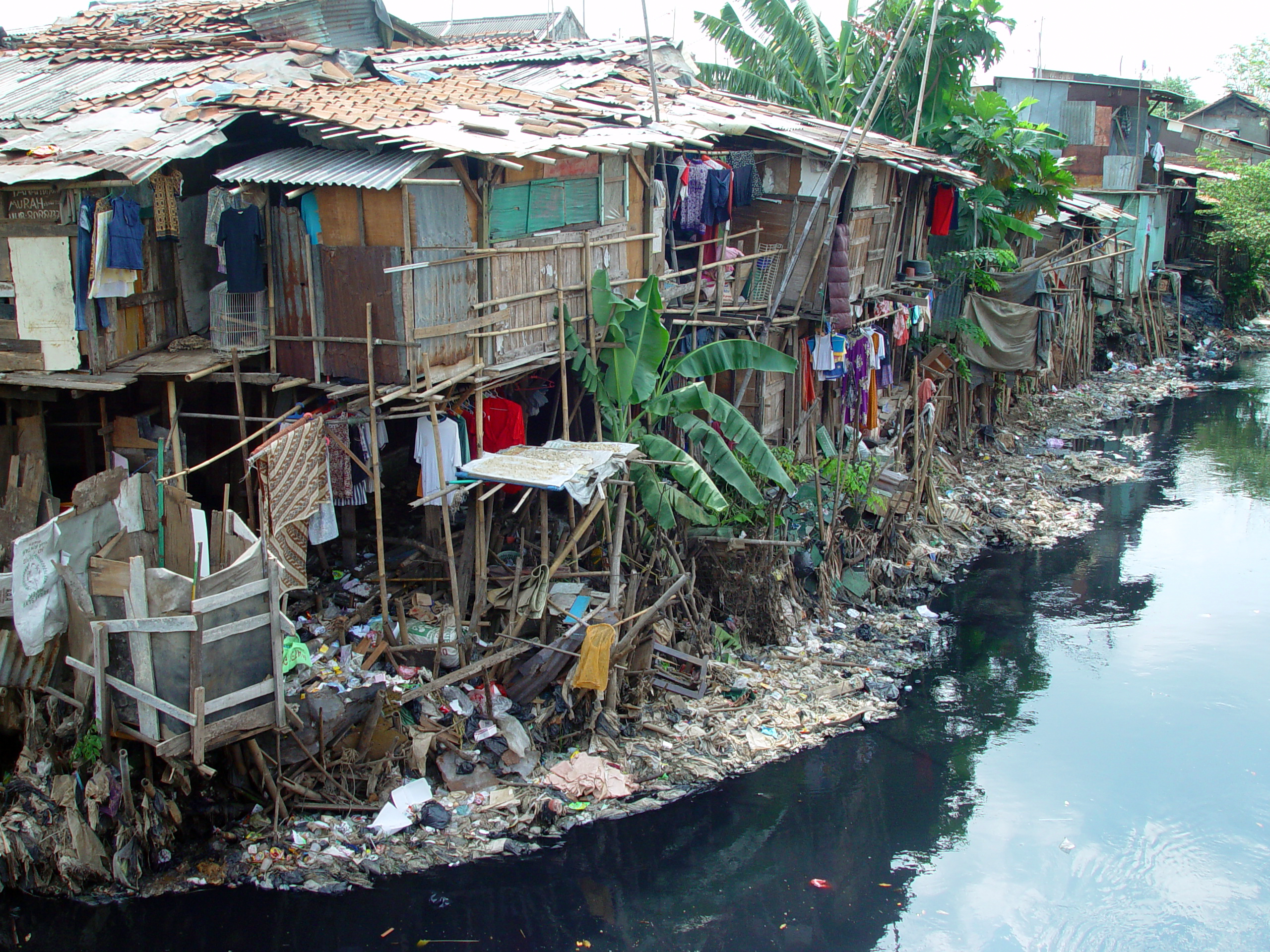
Трущобы в Джакарте, Индонезия, 2004 год

Трущобы — довольно собирательное понятие. В странах их широкого распространения употребляется целая группа экзотизмов для более чёткой характеристики их реалий. Так, в Бразилии трущобы известны под названием фавела, в Аргентине — вилья мисериа, в Турции — геджеконду. Фавелы — поселения бедняков смешанного происхождения, расположенные по склонам гор, спускающихся по направлению к мегалополису, и контролируемые преступными группировками наркобаронов. В испаноязычных странах похожий подтекст имеет понятие баррьо.
В банльё (фр. les banlieues — досл. «пригороды») Франции проживает огромное количество социально отчуждённых иммигрантов арабского или африканского происхождения и их потомков, в этих кварталах повышенный уровень преступности. При этом во Франции государство оказывает социальную помощь безработным иммигрантам, что позволяет иммигрантам поколениями не работать и жить на пособие, превращаясь в маргиналов.
Ветхий жилищный фонд в странах с переходной экономикой, в том числе и в РФ, подпадает под определение трущоб, принятое ООН-Хабитат (Центр ООН по населённым пунктам). В 2001 году в государствах СНГ в условиях, приближённых к трущобным, проживали минимум 18 млн человек, то есть 9 % городского населения.
Всего, по данным ООН на 2023 год, в мире в трущобах и неформальных поселениях в городских районах жили 1,1 миллиарда человек. 

### В России

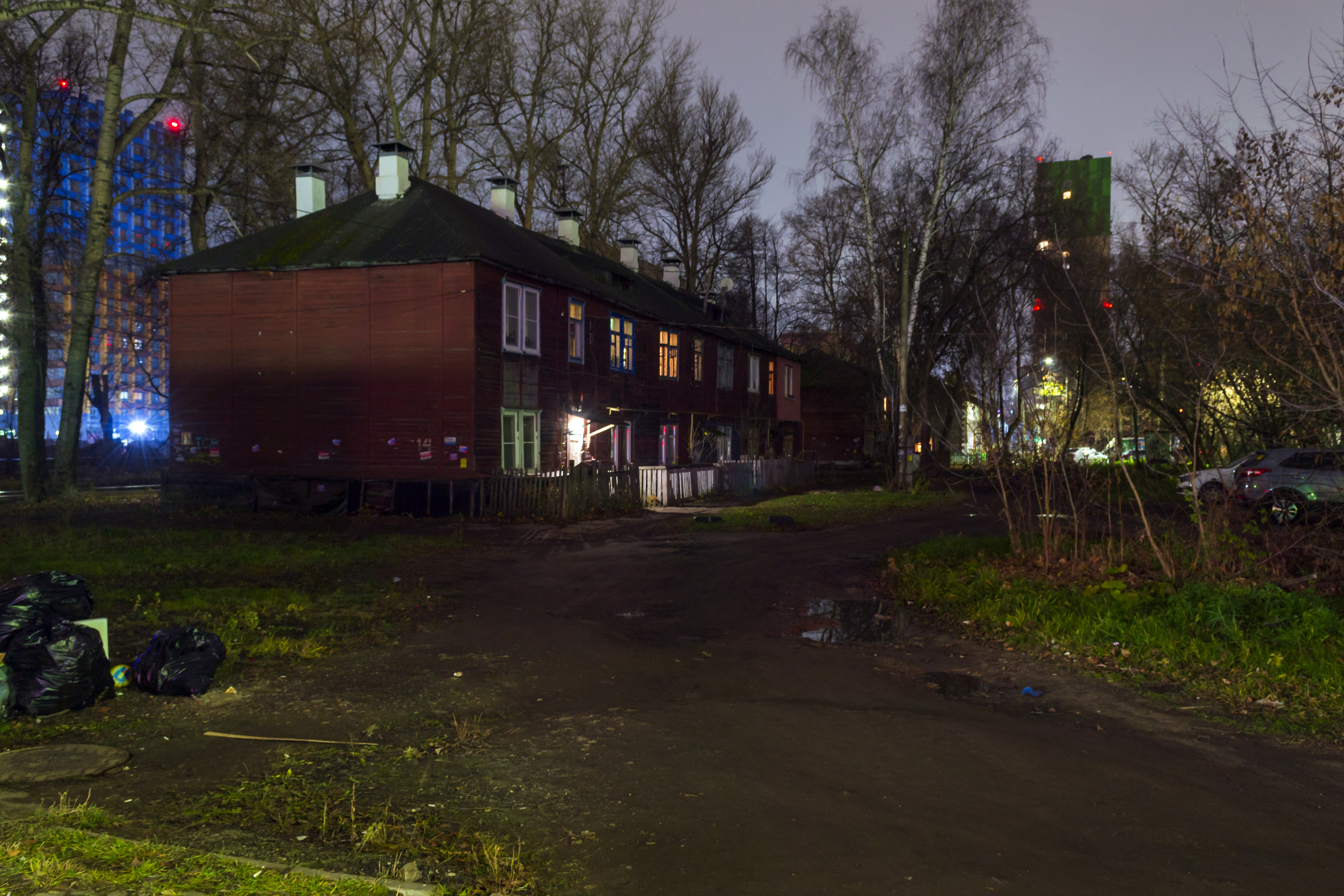
Нижний Новгород, улица Профинтерна, 14

В России «трущобами» часто называют деревянные многоквартирные бараки без водопровода и канализации, в общем смысле, — ветхое и аварийное жильё. По состоянию на 1989 год в СССР в бараках жили 1,1 % населения. После распада СССР в депрессивных регионах России произошло падение уровня жизни и увеличение доли ветхого и аварийного жилья в общем жилом фонде. В 2010 году доля такого жилья в среднем по России составляла 3 %, в отдельных регионах гораздо выше (Ингушетия — 21 %, Республика Тыва — 19 %, Республика Саха — 14 %). В этих республиках наблюдается высокий уровень безработицы, при этом рождаемость в Тыве и Ингушетии самая высокая в России, после Чечни.
К трущобам в России иностранные авторы относили некоторые деревни, примыкающие к Москве, тогда превратившиеся в стихийные посёлки трудовых мигрантов, например, Челобитьево, где санитарные и криминальные условия приближались к трущобам стран «третьего мира». При официальном числе жителей Челобитьево в 400 человек, по данным МВД, в 2011 году там жили до 20 000 мигрантов и цыган, в этажерках из строительных бытовок во дворах местных жителей. Признаки трущоб имеют многие стихийные цыганские посёлки в окрестностях областных центров, хотя далеко не все их обитатели находятся за чертой бедности.
В 2014—2016 годах, по официальным данным, доля ветхого и аварийного жилья в общем жилом фонде снижалась, в том числе в результате выполнения различных государственных программ, в 2016 году в среднем по России составляла 2,4 %. На данный момент эта доля продолжает снижаться.

## Причины
Причин появления трущоб много; ООН делит их на «трущобы надежды» и «трущобы отчаяния». Первые — неблагоустроенное жилье, появившееся с массовым приездом рабочей силы; вторые — упадочные районы.
Демографический взрыв в развивающихся странах. Миграция из деревень в городаС 1950 года население увеличивается сильнее, чем количество обрабатываемых земель. Потому сельское хозяйство становится всё меньшей долей в мировой экономике. Например, в Индии сельское хозяйство составляло 52 % ВВП в 1954 году и 19 % в 2004 году. Но в то же время с тракторами и другими видами сельскохозяйственной техники, химией и современными сортами сельское хозяйство стало эффективнее: менее зависимым от погоды, болезней и более продуктивным, требует меньше ручного труда. Мелкие крестьянские хозяйства не выдерживают конкуренции с крупными сельхозпроизводителями, имеющими современную агротехнику. Потому доля сельского населения неуклонно снижается, а сельские жители ищут работу в городе.
УрбанизацияС расширением городов часть пригородных земель переходит из сельскохозяйственного пользования в городское. Обитатели этой земли, если им не были компенсированы потерянное жильё и сельхозугодья, вынуждены жить в самых плохих условиях, пока не найдут себе работу в городе. По мнению Ольги Алонсо-Виллар (2001), из-за эффекта масштаба производство товара сосредоточивается в одном месте, а народу лучше жить там, где есть работа и товар, поэтому крупные города быстро превращаются в агломерации. С дороговизной жилья и нехваткой земли появляются и трущобы.
Бедность и высокая стоимость жильяБез государственного регулирования основное жилищное строительство делается для среднего класса — достаточно платёжеспособного и в то же время достаточно массового только в развитых странах. Казалось бы, «невидимая рука рынка» расставит всё по местам, но бедные слои населения не настолько платёжеспособны, чтобы рассчитывать на жилищные кредиты. Иногда трущоба — единственный выбор для городской бедноты.
Последствия колониализма и сегрегацииЕвропейцы, появившись в Кении в XIX веке, создали Найроби и другие центры экономики, чтобы они служили их собственным денежным интересам — а на африканцев смотрели как на дешёвую рабочую силу. Впрочем, программа по созданию дешёвого жилья в виде койко-мест всё же была — но только для самих работников, а не для семей. Чтобы быть ближе к кормильцу, семьям пришлось переселяться в трущобы. Дхарави, большая трущоба под Мумбаи, появилась, когда английские колонисты прогнали кожевников и другие «вредные» профессии за черту Бомбея.
Слабая инфраструктура, социальное отторжение и экономический застойЧасто люди остаются в трущобах, потому что есть факторы вне их контроля. Постоянные экономические кризисы приводят к тому, что в любой момент можно потерять доход — а значит, нет возможности переселяться в более комфортабельное (и, соответственно, более дорогое) жильё. Если нет дешёвого и действующего общественного транспорта, доступного съемного жилья, приходится селиться на пешем расстоянии от работы. Стагнация (а тем более спад) экономики одновременно с ростом населения снижает подушный доход, приводя к всеобщему обнищанию.
Неформальная экономикаЭкономика, скрываемая от государства, но не нарушающая напрямую чужих прав, называется неформальной. В тех странах, где начать, зарегистрировать и поддерживать законное предприятие дорого и хлопотно, экономика уходит в тень, часто полагаясь на низкооплачиваемый труд.
ПолитикаС прямыми и равными выборами образовалось немало политических сил, которые полагаются на голоса обитателей трущоб и поэтому неофициально не заинтересованы в их расселении. Таковые замечены в Бразилии, Индии и Кении.
Стихийные и социальные бедствия; пошатнувшийся институт собственностиПотеряв жильё и имущество, человек в бедных странах селится там, где позволяют его финансовые возможности. Например, под Кабулом развились трущобы из сбежавших от зверств Талибана. Землетрясение на Гаити (2010) привело к появлению новых трущоб, которые исчезнут не скоро. Так как в развивающихся странах у большинства населения нет средств на страхование своего имущества, а государственное социальное обеспечение отсутствует, либо находится на зачаточном уровне, многие потерявшие жильё перебираются в трущобы. Правовые механизмы защиты собственности человека в развивающихся странах зачастую не проработаны или плохо соблюдаются.
Острый дефицит и/или низкое качество местных строительных материаловСтроительные материалы для капитальных построек требуют достаточно затратной перевозки в силу больших объемов и массы. Поэтому массовое строительство качественного жилья возможно только при достаточной обеспеченности местным качественным сырьем для производства стройматериалов. Многие страны испытывают с этим большие трудности в силу географических условий. Так, например, страны Средней Азии: Узбекистан, Киргизия, Туркменистан и частично Казахстан имеют острейший дефицит древесины и сырья для производства цемента и качественного кирпича. Массовое строительство капитальных кирпичных и бетонных домов в этих странах чрезвычайно дорогое — все основные стройматериалы приходится импортировать из России или Китая. По этой причине население вынуждено строить дома индивидуальной застройки из низкокачественных местных материалов, прежде всего самана.

## Ситуация в мире
| 0-10% 10-20% 20-30% 30-40% |  | 40-50% 50-60% 60-70% 70-80% |  | 80-90% 90-100% нет данных |

Часть городского населения, живущего в трущобах (Данные ООН на 2005 год):

Согласно данным, приведенным в докладе Комиссии ООН по поселениям (United Nations Human Settlements Programme), на конец 2008 года в трущобах проживало около 1 млрд бедняков, из них 930 млн. — в развивающихся странах, то есть 42 % городского населения развивающихся стран. Наибольшая доля трущобных районов в населении городов наблюдается в Африке к югу от Сахары (72 %) и в Юго-Восточной Азии (59 %).
При сохранении существующих темпов прироста обитателей трущоб (за 1990—2000-е гг. их численность выросла на 36 %) к 2030 г. в мире будет уже 2 млрд жителей таких районов (недоступная ссылка с 06-09-2017 [2874 дня]).